# Live at the Isle of Wight Festival 1970
Live at the Isle of Wight Festival 1970 es el cuarto álbum en directo del grupo británico The Who, publicado por la compañía discográfica Columbia Records en octubre de 1996. El álbum fue grabado en el Festival de la Isla de Wight el 29 de agosto de 1970. Una edición en DVD del concierto fue también publicada.
En el momento del concierto, The Who estaban inmersos en la gira de promoción de Tommy. Al igual que en otros conciertos de 1969, el grupo tocó la ópera rock al completo, ante una audiencia de 600 000 espectadores. Además, Pete Townshend había introducido nuevas composiciones a la lista de canciones, como «Water», «I Don't Even Know Myself» y «Naked Eye». Estas canciones, que habían sido grabadas en estudio en el momento del festival, fueron incluidas en un proyecto conocido como Lifehouse. Aunque Lifehouse fue finalmente abandonado, las sesiones de grabación dieron lugar al siguiente disco del grupo, Who's Next.

## Lista de canciones
Todas las canciones escritas y compuestas por Pete Townshend excepto donde se anota. 
| Disco uno |                                                                |          |  |
| N.º       | Título                                                         | Duración |  |
| 1.        | «Heaven and Hell» (John Entwistle)                             | 5:16     |  |
| 2.        | «I Can't Explain»                                              | 2:45     |  |
| 3.        | «Young Man Blues» (Mose Allison)                               | 6:06     |  |
| 4.        | «I Don't Even Know Myself»                                     | 6:11     |  |
| 5.        | «Water»                                                        | 10:53    |  |
| 6.        | «Overture»                                                     | 5:08     |  |
| 7.        | «It's a Boy»                                                   | 1:33     |  |
| 8.        | «1921»                                                         | 2:27     |  |
| 9.        | «Amazing Journey»                                              | 3:19     |  |
| 10.       | «Sparks»                                                       | 5:10     |  |
| 11.       | «Eyesight to the Blind (The Hawker)» (Sonny Boy Williamson II) | 1:58     |  |
| 12.       | «Christmas»                                                    | 3:25     |  |

| Disco dos |                                                                                                  |          |  |
| N.º       | Título                                                                                           | Duración |  |
| 1.        | «The Acid Queen»                                                                                 | 3:41     |  |
| 2.        | «Pinball Wizard»                                                                                 | 2:50     |  |
| 3.        | «Do You Think It's Alright?»                                                                     | 0:22     |  |
| 4.        | «Fiddle About» (Entwistle)                                                                       | 1:15     |  |
| 5.        | «Tommy, Can You Hear Me?»                                                                        | 0:58     |  |
| 6.        | «There's a Doctor»                                                                               | 0:22     |  |
| 7.        | «Go to the Mirror!»                                                                              | 3:32     |  |
| 8.        | «Smash the Mirror»                                                                               | 1:16     |  |
| 9.        | «Miracle Cure»                                                                                   | 0:13     |  |
| 10.       | «I'm Free»                                                                                       | 2:24     |  |
| 11.       | «Tommy's Holiday Camp» (Keith Moon)                                                              | 1:01     |  |
| 12.       | «We're Not Gonna Take It!»                                                                       | 9:37     |  |
| 13.       | «Summertime Blues» (Eddie Cochran, Jerry Capehart)                                               | 3:24     |  |
| 14.       | «Shakin' All Over/Spoonful/Twist and Shout» (Johnny Kidd/Willie Dixon/Phil Medley, Bert Russell) | 6:27     |  |
| 15.       | «Substitute»                                                                                     | 2:10     |  |
| 16.       | «My Generation»                                                                                  | 7:15     |  |
| 17.       | «Naked Eye»                                                                                      | 6:33     |  |
| 18.       | «Magic Bus»                                                                                      | 4:35     |  |